# Imphy
Imphy is een gemeente in het Franse departement Nièvre (regio Bourgogne-Franche-Comté). De plaats maakt deel uit van het arrondissement Nevers. Imphy telde op 1 januari 2022 3.175 inwoners.

## Geografie
De oppervlakte van Imphy bedroeg op 1 januari 2022 16,62 vierkante kilometer; de bevolkingsdichtheid was toen 191 inwoners per km².

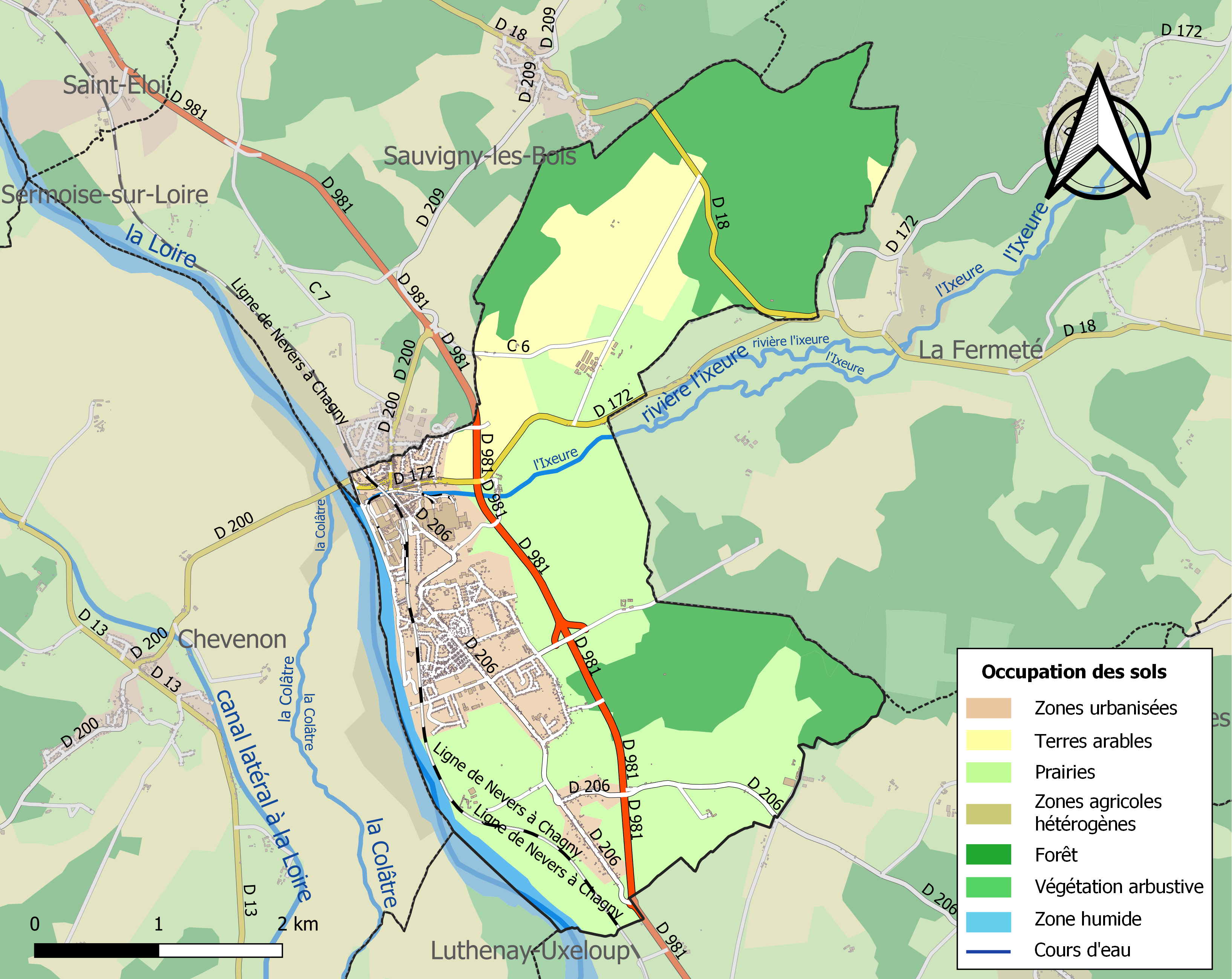
Kaart van de gemeente met de belangrijkste infrastructuur, bodemgebruik en omliggende gemeenten

## Demografie
Onderstaande figuur toont het verloop van het inwonertal (bron: INSEE-tellingen).